# Plockhorst
Plockhorst (niederdeutsch Plockhost) ist ein Ort in der Gemeinde Edemissen im Landkreis Peine in Niedersachsen.

## Geographie
Plockhorst liegt im südlichen Randgebiet zur Lüneburger Heide.

## Geschichte
Das Dorf „Plochhorst“ wurde 1272 erstmals in einer Urkunde erwähnt. Von 1532 bis 1885 gehörte der Ort zur Gografschaft Edemissen im Amt Meinersen. Danach kam er bis heute zum Landkreis Peine.
1966 bildete Eltze mit den Ortschaften Dedenhausen, Wehnsen, Plockhorst, Eickenrode und Ohof eine Samtgemeinde. Im Zuge der Gebietsreform in Niedersachsen kam es am 1. März 1974 zur Bildung der Einheitsgemeinde Edemissen aus den Ortschaften der Samtgemeinde Edemissen und weiteren acht selbstständigen Gemeinden.
Erwähnenswert ist der Ortsbrand im Jahr 1811, bei dem 32 Gebäude zerstört wurden. Beim Wiederaufbau wurden der Ort nicht mehr so eng bebaut. Man baute weiträumiger und es wurden zwei Löschwasserteiche angelegt. Der Bau der Eisenbahn machte das Dorf zum Verkehrsknotenpunkt.
Die Magdeburg-Halberstädter Eisenbahngesellschaft richtete an ihrer 1871 erbauten Strecke Lehrte–Stendal in Plockhorst einen Bahnhof ein. Hier kreuzte später die Reichsbahnstrecke Celle–Braunschweig, die Plockhorst 1921 von Celle erreichte und 1923 nach Braunschweig weitergeführt wurde. Eine Besonderheit stellte der Turmbahnhof dar. Eine Querverbindung Plockhorst–Peine kam 1922 hinzu. Diese wurde aber auch als erste am 1. Juni 1958 stillgelegt. Am 27. Mai 1962 wurde der Personenverkehr nach Braunschweig, am 23. Mai 1971 der Personenverkehr nach Celle eingestellt. 1980 wurde das Bahnhofsgebäude abgerissen. 1988 wurde der Personenhalt an der Strecke Berlin–Lehrte aufgegeben. Der letzte Güterzug auf der Strecke Braunschweig–Uetze fuhr 1991. 1984 wurde die Brücke mit Bahnsteig bis auf einen Gleistrog, 1994 schließlich auch dieser für den Ausbau der Strecke Lehrte–Berlin abgetragen.

### Einwohnerentwicklung
| Jahr               | Einwohner |
| ------------------ | --------- |
| 1821               | 114       |
| 1848               | 111       |
| 1. Dezember 1871 ¹ | 122       |
| 1. Dezember 1885 ¹ | 116       |
| 1. Dezember 1905 ¹ | 116 (122) |
| 16. Juni 1925 ¹    | 202       |
| 16. Juni 1933 ¹    | 211       |
| 17. Mai 1939 ¹     | 208       |
| 31. Dezember 1945  | -         |
| 29. Oktober 1946 ¹ | 477 (472) |

| Jahr                 | Einwohner |
| -------------------- | --------- |
| 13. September 1950 ¹ | 503       |
| 6. Juni 1961 ¹       | 516       |
| 1. März 1964         | 530       |
| 27. Mai 1970 ¹       | 591       |

¹ Volkszählungsergebnis

## Religion
Schon im frühen 16. Jahrhundert hat sich die protestantische Glaubensrichtung gefestigt. Plockhorst ist eine von fünf Kapellengemeinden im Kirchspiel der Martin-Luther-Kirchengemeinde Edemissen. Beim großen Brand von 1811 wurde auch die alte Kapelle ein Raub der Flammen. Im Jahre 1957 erwarb die Kapellengemeinde im Zuge der endgültigen vermögensrechtlichen Auseinandersetzung zwischen Kapellen- und Schulgemeinde das alte Schulhaus von 1910. Ab 1958 diente die alte Schule den Plockhorstern als Kapelle.
Im Jahre 1995 weihte Plockhorst das neu errichtete Gemeindehaus mit Kapellenraum – die Johannes-Kapelle – ein.

## Politik

### Ortsrat
Der Ortsrat, der die Ortsteile Eickenrode und Plockhorst gemeinsam vertritt, setzt sich aus neun Mitgliedern zusammen. Die Ratsmitglieder werden durch eine Kommunalwahl für jeweils fünf Jahre gewählt.
Bei der Kommunalwahl 2021 ergab sich folgende Sitzverteilung:
| Ortsrat 2021Insgesamt 9 Sitze - SPD: 6 - CDU: 3 |

### Ortsbürgermeister
Ortsbürgermeister ist Christine Malig (SPD), Stellvertreter Jens Wrede (SPD).

### Wappen
Der Braunschweigisch-Lüneburgische Löwe in vertauschten Farben, also Gold auf Blau mit roter Bewehrung in der vorderen Hälfte eines gespaltenen Schildes, der im hinteren goldenen Feld ein grünes Eichenblatt mit zwei Eicheln enthält.

## Wirtschaft und Infrastruktur
Im Osten der Gemarkung findet großflächig Kiesabbau statt; teilweise sind die entstandenen Teiche renaturiert.

### Bildung
In Plockhorst gibt es eine Grundschule ansässig, die auch Kinder aus den benachbarten Orten Eickenrode und Wehnsen besuchen. Das Schulgebäude wurde neu erbaut und im August 2000 bezogen. Zwei ältere Klassenräume, Ergänzungsbauten aus den Jahren 1980 und 1989 zum alten Schulgebäude von 1958, wurden in den Neubau integriert.
Des Weiteren sind im Zentralort Edemissen eine Realschule und in Peine das Ratsgymnasium und das Gymnasium am Silberkamp sowie Berufsbildende Schulen eingerichtet.